# Gabriele Seyfert
Gabriele „Gaby“ Seyfert (* 23. November 1948 in Chemnitz) ist eine ehemalige deutsche Eiskunstläuferin, die im Einzellauf für die DDR startete. Sie ist die Weltmeisterin von 1969 und 1970 und die Europameisterin von 1967, 1969 und 1970. Sie war inoffizielle Mitarbeiterin (IM) für das Ministerium für Staatssicherheit unter dem Decknamen „Perle“. Ihre Mutter war die erfolgreiche Eiskunstlauftrainerin Jutta Müller, die in erster Ehe mit ihrem Vater, Wolfgang Seyfert, verheiratet war.

## Karriere
Seyfert wurde von 1961 bis 1970 Eiskunstlaufmeisterin der DDR und hält mit diesen zehn Titeln den Rekord bei DDR-Meisterschaften. Sie begann ihre Karriere beim SC Wismut Karl-Marx-Stadt, startete ab 1963 für den SC Karl-Marx-Stadt und wurde von ihrer Mutter Jutta Müller trainiert.

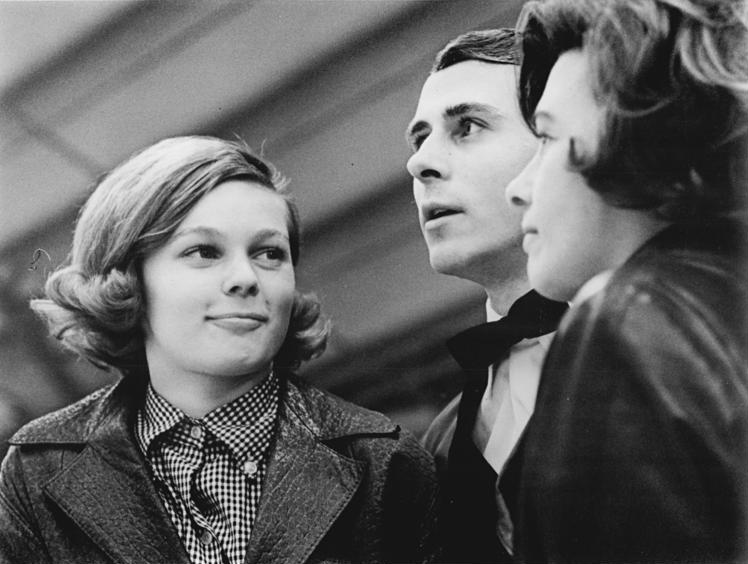
Gaby Seyfert neben Emmerich Danzer und Jutta Müller (1966)

Von 1965 bis 1970 gehörte Seyfert zur Weltspitze. Im Jahr 1966 gewann sie ihre ersten internationalen Medaillen. Sie wurde Vize-Europameisterin in Bratislava hinter Regine Heitzer und Vize-Weltmeisterin in Davos hinter der Amerikanerin Peggy Fleming. Im Jahr darauf wurde sie in Ljubljana erstmals Europameisterin und in Wien erneut Vize-Weltmeisterin hinter Fleming. Im olympischen Jahr 1968 gewann sie dreimal Silber, bei der Europameisterschaft in Västerås hinter Hana Mašková, bei der Weltmeisterschaft in Genf und den Olympischen Spielen in Grenoble hinter Peggy Fleming. Nach dem Rücktritt der US-Amerikanerin, die sie nie besiegen konnte, war sie die beste Eiskunstläuferin der Welt. 1969 gewann sie in Garmisch-Partenkirchen ihren zweiten Europameisterschaftstitel und wurde in Colorado Springs erstmals Weltmeisterin. 1970 verteidigte sie beide Titel und gewann somit in Leningrad ihren dritten EM-Titel und in Ljubljana ihren zweiten WM-Titel.
Obwohl Seyfert jahrelang im Schatten von Peggy Fleming stand, wurde sie zum ersten weltberühmten Sportstar der DDR. 1966 wurde sie zur DDR-Sportlerin des Jahres gewählt. 1968 erregte sie Aufsehen, weil ihr als erster Frau in einer Eislaufkür der dreifache Rittberger gelang.
1970 beendete Seyfert überraschend ihre Sportlerlaufbahn, obwohl sie als Favoritin für die Olympischen Winterspiele von 1972 gehandelt wurde. Sie heiratete 1972 Eberhard Rüger, einen ehemaligen DDR-Meister im Eistanzen. Beide wurden vom Ministerium für Staatssicherheit als Inoffizielle Mitarbeiter geführt; Seyfert erlangte als IM mit dem Decknamen „Perle“ immer wieder Vorteile im beruflichen Fortkommen und erhebliche Geldzuwendungen. 1974 wurde sie Mutter einer Tochter namens Sheila. Die Ehe mit Eberhard Rüger wurde 1975 geschieden. Später heiratete sie Jochen Messerschmidt, auch diese Ehe scheiterte.
Im Unterschied zu ihrer Rivalin Peggy Fleming konnte Seyfert nicht zu der Eisrevue Holiday on Ice wechseln, da die DDR-Behörden die Annahme entsprechender Angebote ablehnten. Auch wurde ihre Beziehung zum österreichischen Eiskunstlaufweltmeister Emmerich Danzer durch die DDR-Behörden untersagt. Gaby Seyfert arbeitete zunächst als Trainerin und betreute kurze Zeit die spätere Olympiasiegerin Anett Pötzsch. Danach studierte sie Sprachen und arbeitete als Dolmetscherin. Von 1985 bis 1991 leitete sie das Eisballett des Berliner Friedrichstadtpalastes, wo sie auch selbst auftrat. Nach dessen Schließung wurde sie Kundenbetreuerin in einem Dienstleistungsunternehmen in Berlin. Im März 1996 begann sie eine Tätigkeit in der Firma Gegenbauer in Berlin.
Seyfert lebt in Berlin-Karow. Im April 2011 heiratete sie auf Hawaii zum dritten Mal.

## Darstellung Gabriele Seyferts in der bildenden Kunst der DDR
- Bert Heller: Eiskunstläuferin und Olympiasiegerin Gaby Seifert (1968, Öl; Bezirksamt Berlin-Prenzlauer Berg)[4]
- Heinz Drache: Gabriele Seyfert (Tafelbild, Mischtechnik, 1970)[5]

## Ergebnisse
| Wettbewerb / Jahr       | 1961 | 1962 | 1963 | 1964 | 1965 | 1966 | 1967 | 1968 | 1969 | 1970 |
| ----------------------- | ---- | ---- | ---- | ---- | ---- | ---- | ---- | ---- | ---- | ---- |
| Olympische Winterspiele |      |      |      | 19.  |      |      |      | 2.   |      |      |
| Weltmeisterschaften     |      | 21.  |      |      | 5.   | 2.   | 2.   | 2.   | 1.   | 1.   |
| Europameisterschaften   | 21.  | 12.  | 10.  |      | 5.   | 2.   | 1.   | 2.   | 1.   | 1.   |
| DDR-Meisterschaften     | 1.   | 1.   | 1.   | 1.   | 1.   | 1.   | 1.   | 1.   | 1.   | 1.   |

## Publikationen
- Da muß noch was sein. Mein Leben – mehr als Pflicht und Kür. 1. Auflage. Das Neue Berlin, Berlin 1998, ISBN 3-360-00869-3.
- Auf Wolke eins ist immer Platz. Single sucht Single. Das Neue Berlin, Berlin 2000, ISBN 3-360-00935-5.